# ミンロン県
ミンロン県（ミンロンけん、ベトナム語：Huyện Minh Long / 縣明隆?）は、ベトナム社会主義共和国クアンガイ省の県。面積は216.4km²、人口は19,780人（2018年）である。

## 行政区画
5社から構成される。